# Harefield
Harefield är en ort i Storbritannien.   Den ligger i grevskapet Greater London och riksdelen England, i den södra delen av landet, 27 km väster om huvudstaden London. Harefield ligger 87 meter över havet och antalet invånare är 6 683.
Terrängen runt Harefield är platt. Runt Harefield är det mycket tätbefolkat, med 2 103 invånare per kvadratkilometer. Närmaste större samhälle är Slough, 12,9 km sydväst om Harefield. I omgivningarna runt Harefield växer i huvudsak blandskog.